# Sergei Solovyov
Sergei Solovyov (Kem, 25 de agosto de 1944 – Moscou, 13 de dezembro de 2021) foi um cineasta russo. Recebeu o Urso de Prata de melhor diretor em 1975 por Sto dnej possle detstwa.

## Morte
Solovyov morreu em 13 de dezembro de 2021, aos 77 anos de idade, vítima de um ataque cardíaco.